# Бивертон (Алабама)
Бивертон (енгл. Beaverton) град је у америчкој савезној држави Алабама. По попису становништва из 2010. у њему је живело 201 становника.

## Демографија
Према попису становништва из 2010. у граду је живело 201 становника, што је 25 (11,1%) становника мање него 2000. године.
| Група             | 2000.       | 2010.       |
| Белци             | 216 (95,6%) | 189 (94,0%) |
| Афроамериканци    | 7 (3,1%)    | 10 (5,0%)   |
| Азијати           | 0 (0,0%)    | 0 (0,0%)    |
| Хиспаноамериканци | 0 (0,0%)    | 2 (1,0%)    |
| Укупно            | 226         | 201         |